# Puntagorda
Puntagorda è un comune spagnolo di 1 675 abitanti situato nella comunità autonoma delle Canarie. Si trova all'estremità occidentale dell'isola di La Palma.